# Richbert
Richbert (* in der ersten Hälfte des 11. Jahrhunderts; † 29. November zwischen 1076 und 1084) war Bischof von Verden.

## Leben
Richbert entstammte wahrscheinlich der sächsischen Familie der Grafen von Süpplingenburg, aus der zwei Generationen später Kaiser Lothar III. hervorging. Er wurde nach dem Tod seines Vorgängers Sigibert († 9. Oktober 1060) zum Bischof von Verden erwählt, über seine Vorgeschichte ist nichts bekannt. Erstmals bezeugt ist er bei der Weihe des neuen Halberstädter Doms 1071.
Aus einem in der Hildesheimer Briefsammlung enthaltenen Schreiben geht hervor, dass Richbert 1073 im Zusammenhang mit dem sächsischen Aufstand gegen den Salier Heinrich IV. gemeinsam mit dem Grafen Hermann Billung gegen die Besitzungen des königstreuen Erzbischofs von Bremen Liemar vorging, als dieser sich am Königshof aufhielt. Der Hintergrund dieses Vorgehens bleibt jedoch unklar.
Spätestens 1075 muss sich Richbert dem salischen Kaiser angenähert haben, da er im Januar 1076 das Wormser Absageschreiben des deutschen Episkopats an Papst Gregor VII. mitunterzeichnete. Nach diesem Zeitpunkt verliert sich seine Spur, sein Todesjahr ist nicht sicher zu bestimmen. Sein Nachfolger Hartwig († 1097) ist Anfang 1085 erstmals bezeugt.